# Paracrocnida sinensis
Paracrocnida sinensis är en ormstjärneart som först beskrevs av A.H. Clark 1917.  Paracrocnida sinensis ingår i släktet Paracrocnida och familjen trådormstjärnor. Inga underarter finns listade i Catalogue of Life.